# Responsum Raphaelis

Símbolo de la receta médica.

Los elementos "RR", "R.Ris" o Responsum Raphaelis, fueron elementos empleados por los médicos de finales de la Edad Media debido a que se vieron obligados, según las leyendas, por la Iglesia Católica a eliminar el símbolo original, '℞' de sus recetas médicas. Este símbolo significa tómese, reciba o recétese, y tiene semejanza con el Udyat u Ojo de Horus y con el símbolo de Júpiter, y dado que la Iglesia deseaba eliminar cualquier rastro de paganismo hizo lo necesario para erradicarlo. 
La Iglesia católica, para poder hacer una transición suave entre las religiones paganas y el cristianismo, comenzó cambiando a los dioses para convertirlos en santos. De este modo, en la Edad Media cristiana, la figura de Esculapio fue sustituida por las de san Cosme y san Damián.
Fue en tiempos del emperador Nerón que el signo “Rx” empezó a ser usado por un médico llamado Krinas, con finalidad de hacer saber a los demás miembros de la profesión que su desempeño y trabajo sanando a los ciudadanos estaba sometido a la autoridad del César.

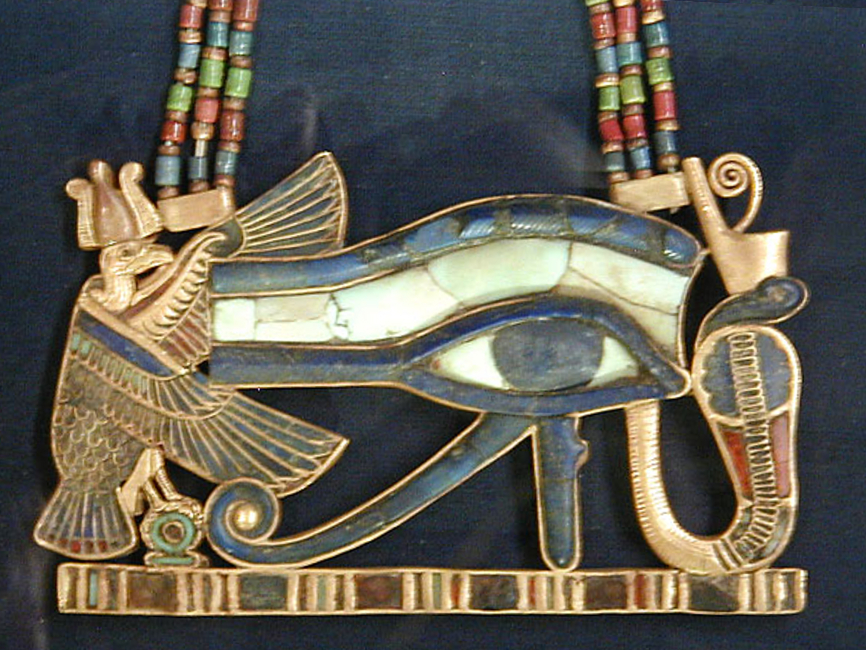
El ojo de Horus Udyat: pectoral.

Dos elementos le fueron agregados a la “R” del símbolo del ojo de Horus. Primero la letra “p”, completando la idea evocadora del récipe (Rp); luego se le adjuntó a su izquierda una barra (/) como símbolo del rayo de Júpiter. Este rayo funcionaba como un elemento recordatorio de la existencia de fuerzas superiores a la meramente humana, como artífices de la mejoría evolutiva de los pacientes atendidos por los médicos.
Responsum Raphaelis o Responsiva de Rafael en latín, está relacionada con el Arcángel Rafael, cuyo nombre significa en hebreo Dios sana, dando a entender el dios judeocristiano y no los dioses paganos de Egipto o Roma.
Posteriormente, los alquimistas retornaron al signo antiguo que es el que aparece en las recetas de hoy día.